# الرحيل الأخير (مسلسل كوري جنوبي)
الرحيل الأخير (بالكورية: 무브 투 헤븐: 나는 유품정리사입니다) هو سلسلة ويب كوري جنوبي، من إنتاج شبكة نتفليكس، بطولة لي جي هون وتانغ جون سانغ وجي جين هي ولي جاي ووك وهونغ سيونغ هي. المسلسل يحكي قصة جيو رو (تانغ جون سانغ)، الشاب المصاب متلازمة أسبرجر، وسانغ جو (لي جي هوون)، الوصي عليه. تم إصدار المسلسل في جميع أنحاء العالم بواسطة نتفليكس في 14 مايو 2021.
فاز المسلسل بثلاث جوائز بما في ذلك «جائزة أفضل إبداع» في جائزة المحتوى الآسيوي ال3.

## القصة
جيو رو هو شاب مصاب بمتلازمة أسبرجر. يعمل في شركة والده تسمى “الرحيل الاخير“. وظيفتهم هي ترتيب الأشياء التي تركها المتوفون. ذات يوم، مات والد جيو رو فأصبح بمفرده، لكن عمه سانج كو يظهر فجأة أمامه. سانج كو رجل بارد، لقد كان فنانًا قتاليًا ذهب إلى السجن بسبب ما حدث في أحد معاركه. أصبح سانج كو الآن وصي جيو رو. يديرون شركة “الرحيل الاخير“ معًا.

## الإنتاج

### صناعة
في سبتمبر 2019، أفيد أن المخرج كيم سونغ هو سيخرج سلسلة أصلية لصالح نتفليكس، مستوحاة من مقالة بعنوان «أشياء تركت وراءه» لكيم ساي بيول، «منظف الصدمات» سابقا.

### طاقم
في 17 ديسمبر 2019، أكدت نتفليكس اختيار لي جي هون وتانغ جون سانغ للمسلسل. في 3 يونيو 2020، أكدت نتفليكس أن جي جين هي ولي جاي ووك وهونغ سيونغ هي سينضمون إلى فريق عمل المسلسل.

### تصوير
نظرًا للإبلاغ عن العدوى بسبب جائحة COVID-19 ، توقف إنتاج المسلسل، كذلك جميع الأعمال الدرامية الأصلية أوقفت، وهذا في أواخر أغسطس من عام 2020. في 25 فبراير 2021، أعلنت نتفليكس عن خططها المستقبلية والجدول الزمني للمشاريع القادمة بما في ذلك «الرحيل الأخير». في 25 فبراير 2021، صدرت لقطات جديدة للمسلسل.

### الأصدار
تم إصدار المسلسل على نتفلكيس في 14 مايو 2021. بمجموع 10 حلقات، مدتها حوالي 45 إلى 60 دقيقة.

## الجوائز والترشيحات
| الحفل                               | عام  | جائزة                  | متلقي         | نتيجة | المرجع        |
| ----------------------------------- | ---- | ---------------------- | ------------- | ----- | ------------- |
| جائزة محتويات آسيا الثالثة          | 2021 | جائزة أفضل إبداع       | الرحيل الأخير | فوز   | [ 4 ]         |
| جائزة محتويات آسيا الثالثة          | 2021 | جائزة أفضل ممثل        | لي جي هون     | فوز   | [ 4 ]         |
| جائزة محتويات آسيا الثالثة          | 2021 | جائزة أفضل كاتب        | يون جي - ريون | فوز   | [ 4 ]         |
| جائزة محتويات آسيا الثالثة          | 2021 | أفضل OTT أصلي          | الرحيل الأخير | رُشِّح   | [ 11 ]        |
| جائزة محتويات آسيا الثالثة          | 2021 | ابداع غير محدود        | الرحيل الأخير | رُشِّح   | [ 11 ]        |
| جائزة محتويات آسيا الثالثة          | 2021 | أفضل آت جديد - ممثل    | تانغ جون سانغ | رُشِّح   | [ 11 ]        |
| جوائز الأكاديمية الآسيوية الإبداعية | 2021 | أفضل ممثل في دور رئيسي | لي جي هون     | فوز   | [ 12 ] [ 13 ] |
| جوائز الأكاديمية الآسيوية الإبداعية | 2021 | أفضل مسلسل درامي       | الرحيل الأخير | فوز   | [ 12 ] [ 13 ] |

## روابط خارجية
- الرحيل الأخير على موقع IMDb (الإنجليزية)
- الرحيل الأخير على موقع روتن توميتوز (الإنجليزية)
- الرحيل الأخير على موقع نتفليكس (الإنجليزية)
- الرحيل الأخير على موقع كينوبويسك (الروسية)
- الرحيل الأخير على موقع ألو سيني (الفرنسية)
- الرحيل الأخير على موقع قاعدة بيانات الفيلم (الإنجليزية)